# GD Tourizense
Grupo Desportivo Tourizense je portugalský fotbalový klub z obce Touriz v centrálním Portugalsku. Byl založen v roce 1930 a své domácí zápasy hraje na Estádio Visconde do Vinhal s kapacitou 1 200 míst.

Klubové barvy jsou bílá a černá.
V sezoně 2014/15 hraje v soutěži Campeonato Nacional Seniores Série E.